# Anatragoides exigua
Anatragoides exigua är en skalbaggsart som först beskrevs av Hermann Julius Kolbe 1893.  Anatragoides exigua ingår i släktet Anatragoides och familjen långhorningar.
Artens utbredningsområde är Angola. Inga underarter finns listade i Catalogue of Life.